# Paphiopedilum bullenianum
Paphiopedilum bullenianum är en orkidéart som först beskrevs av Heinrich Gustav Reichenbach, och fick sitt nu gällande namn av Ernst Hugo Heinrich Pfitzer. Paphiopedilum bullenianum ingår i släktet Paphiopedilum och familjen orkidéer.

## Underarter
Arten delas in i följande underarter:
- P. b. bullenianum
- P. b. celebesense

## Bildgalleri

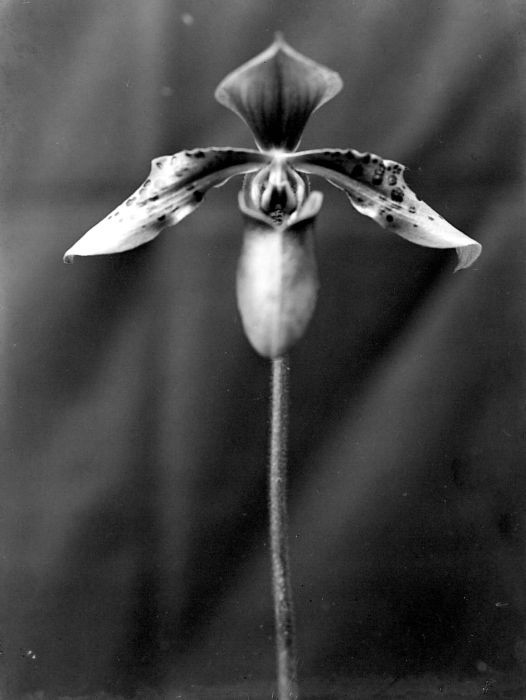
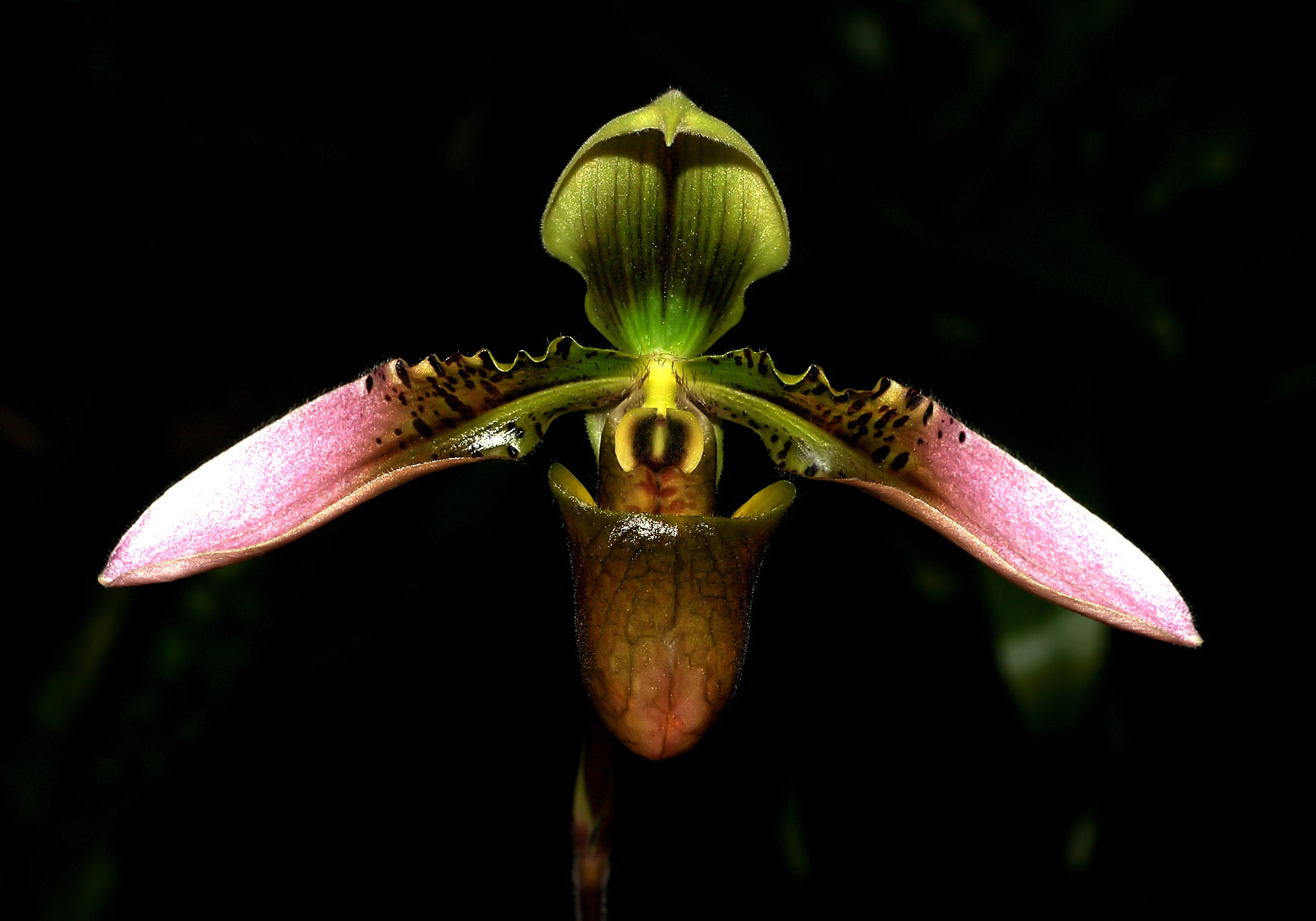
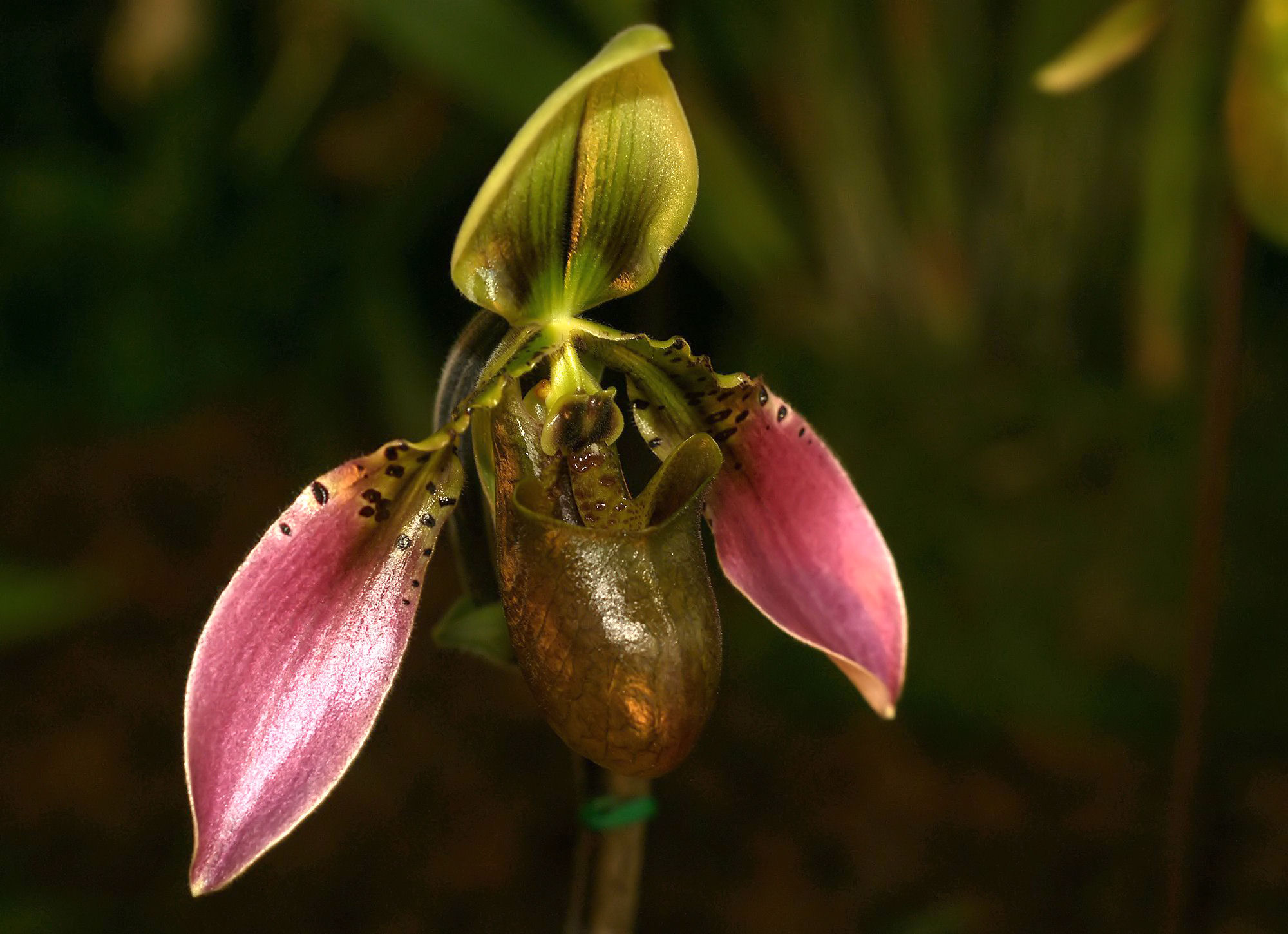